# Кэмбеди, Саэль
Саэ́ль Кэмбеди́ Нсеке́ (фр. Saël Kumbedi Nseke; род. 26 марта 2005 года в Сена-Сен-Дени, Франция) — французский футболист, правый защитник клуба «Олимпик Лион».

## Клубная карьера
Бывший игрок молодежной команды «Пари Сен-Жермен», Кэмбеди присоединился к «Гавру» в 2019 году. Он дебютировал за взрослую команду клуба 13 ноября 2021 года в матче Кубка Франции.
31 августа 2022 года Кэмбеди перешёл в «Олимпик Лион» и подписал контракт с новым клубом до 2025 года. Сумма трансфера составила 1 млн евро.

## Международная карьера
Кэмбеди — игрок французской сборной возрастом до 17 лет. В 2022 году он выиграл в составе сборной юношеский чемпионат Европы до 17 лет.

## Достижения
Сборная Франции (до 17 лет)
- Чемпион Европы до 17 лет: 2022